# Asienspiele 2014/Taekwondo
Bei den Asienspielen 2014 in Incheon, Südkorea wurden vom 30. September bis 3. Oktober 2014 16 Wettbewerbe im Taekwondo ausgetragen, je acht für Männer und Frauen.

## Herren

### Bis 54kg
| Platz | Land | Athlet                 |
| ----- | ---- | ---------------------- |
| 1     | KOR  | Kim Tae-hun            |
| 2     | TPE  | Huang Yu-jen           |
| 3     | MGL  | Tumenbayar Molom       |
| 3     | THA  | Ramnarong Sawekwiharee |

Der Wettbewerb wurde am 3. Oktober ausgetragen.

### Bis 58kg
| Platz | Land | Athlet             |
| ----- | ---- | ------------------ |
| 1     | IRI  | Farzan Ashourzadeh |
| 2     | KAZ  | Nursultan Mamajew  |
| 3     | TPE  | Wei Chen-yang      |
| 3     | JPN  | Yuma Yamada        |

Der Wettbewerb wurde am 3. Oktober ausgetragen.

### Bis 63kg
| Platz | Land | Athlet            |
| ----- | ---- | ----------------- |
| 1     | KOR  | Lee Dae-hoon      |
| 2     | THA  | Akkarin Kitwijarn |
| 3     | AFG  | Ahmad Roman Abasi |
| 3     | TPE  | Chen Yen-ming     |

Der Wettbewerb wurde am 2. Oktober ausgetragen.

### Bis 68kg
| Platz | Land | Athlet                  |
| ----- | ---- | ----------------------- |
| 1     | IRI  | Behnam Asbaghikhanghah  |
| 2     | CHN  | Huang Jiannan           |
| 3     | KAZ  | Qairat Sarymsaqow       |
| 3     | PHI  | Benjamin Keith Sembrano |

Der Wettbewerb wurde am 2. Oktober ausgetragen.

### Bis 74kg
| Platz | Land | Athlet                        |
| ----- | ---- | ----------------------------- |
| 1     | IRI  | Masoud Hajizavareh            |
| 2     | UZB  | Nikita Rafalovich             |
| 3     | PHI  | Samuel Thomas Harper Morrison |
| 3     | KOR  | Song Young-geon               |

Der Wettbewerb wurde am 2. Oktober ausgetragen.

### Bis 80kg
| Platz | Land | Athlet             |
| ----- | ---- | ------------------ |
| 1     | IRI  | Mahdi Khodabakhshi |
| 2     | UZB  | Maksim Rafalovich  |
| 3     | TJK  | Fakhod Negmatov    |
| 3     | CHN  | Qiao Sen           |

Der Wettbewerb wurde am 1. Oktober ausgetragen.

### Bis 87kg
| Platz | Land | Athlet              |
| ----- | ---- | ------------------- |
| 1     | UZB  | Jasur Baykuziev     |
| 2     | CHN  | Chen Linglong       |
| 3     | KOR  | Shin Yeong-rae      |
| 3     | THA  | Nattapat Tantramart |

Der Wettbewerb wurde am 30. September ausgetragen.

### Ab 87kg
| Platz | Land | Athlet          |
| ----- | ---- | --------------- |
| 1     | KOR  | Jo Chol-ho      |
| 2     | UZB  | Dmitriy Shokin  |
| 3     | LIB  | Elias El Hedari |
| 3     | TJK  | Alischer Gulow  |

Der Wettbewerb wurde am 1. Oktober ausgetragen.

## Frauen

### Bis 46kg
| Platz | Land | Athlet                 |
| ----- | ---- | ---------------------- |
| 1     | KOR  | Kim So-hui             |
| 2     | TPE  | Lin Wan-ting           |
| 3     | PHI  | Mary Anjelay Pelaez    |
| 3     | THA  | Panipak Wongpattanakit |

Der Wettbewerb wurde am 1. Oktober ausgetragen.

### Bis 49kg
| Platz | Land | Athlet            |
| ----- | ---- | ----------------- |
| 1     | THA  | Chanatip Sonkham  |
| 2     | CHN  | Li Zhaoyi         |
| 3     | PHI  | Levita Ronna Ilao |
| 3     | TPE  | Sun Nuei-ning     |

Der Wettbewerb wurde am 30. September ausgetragen.

### Bis 53kg
| Platz | Land | Athlet              |
| ----- | ---- | ------------------- |
| 1     | TPE  | Huang Yun-wen       |
| 2     | KOR  | Yoon Jeong-yeon     |
| 3     | IRI  | Sousan Hajipourgoli |
| 3     | CHN  | Wu Jingyu           |

Der Wettbewerb wurde am 30. September ausgetragen.

### Bis 57kg
| Platz | Land | Athlet            |
| ----- | ---- | ----------------- |
| 1     | KOR  | Lee Ah-reum       |
| 2     | JPN  | Mayu Hamada       |
| 3     | THA  | Rangsiya Nisaisom |
| 3     | CHN  | Wang Yun          |

Der Wettbewerb wurde am 1. Oktober ausgetragen.

### Bis 62kg
| Platz | Land | Athlet            |
| ----- | ---- | ----------------- |
| 1     | KOR  | Lee Da-bin        |
| 2     | CHN  | Zhang Hua         |
| 3     | TPE  | Chuang Chia-chia  |
| 3     | VIE  | Phạm Thị Thu Hiền |

Der Wettbewerb wurde am 2. Oktober ausgetragen.

### Bis 67kg
| Platz | Land | Athlet        |
| ----- | ---- | ------------- |
| 1     | CHN  | Guo Yunfei    |
| 2     | KOR  | Lee Won-jin   |
| 3     | VIE  | Hà Thị Nguyên |
| 3     | MAC  | Liu Qing      |

Der Wettbewerb wurde am 2. Oktober ausgetragen.

### Bis 73kg
| Platz | Land | Athlet               |
| ----- | ---- | -------------------- |
| 1     | CAM  | Seavmey Sorn         |
| 2     | IRI  | Fatemeh Rouhani      |
| 3     | KUW  | Abrar Al-Fahad       |
| 3     | PHI  | Kirstie Elaine Alora |

Der Wettbewerb wurde am 3. Oktober ausgetragen.

### Ab 73kg
| Platz | Land | Athlet            |
| ----- | ---- | ----------------- |
| 1     | CHN  | Li Donghua        |
| 2     | IRI  | Akram Khodabandeh |
| 3     | TJK  | Mokhru Khalimova  |
| 3     | MAC  | Wang Junnan       |

Der Wettbewerb wurde am 3. Oktober ausgetragen.

## Medaillenspiegel
| Platz  | Land                | Gold | Silber | Bronze | Gesamt |
| ------ | ------------------- | ---- | ------ | ------ | ------ |
| 1      | Südkorea            | 6    | 2      | 2      | 10     |
| 2      | Iran                | 4    | 2      | 1      | 7      |
| 3      | Volksrepublik China | 2    | 4      | 3      | 9      |
| 4      | Usbekistan          | 1    | 3      | -      | 4      |
| 5      | Chinesisch Taipeh   | 1    | 2      | 4      | 17     |
| 6      | Thailand            | 1    | 1      | 4      | 6      |
| 7      | Kambodscha          | 1    | -      | -      | 1      |
| 8      | Japan               | -    | 1      | 1      | 2      |
| 8      | Kasachstan          | –    | 1      | 1      | 2      |
| 10     | Philippinen         | –    | -      | 5      | 5      |
| 11     | Tadschikistan       | –    | -      | 3      | 3      |
| 12     | Macau               | –    | -      | 2      | 2      |
| 12     | Vietnam             | –    | -      | 2      | 2      |
| 14     | Afghanistan         | –    | -      | 1      | 1      |
| 14     | Kuwait              | –    | -      | 1      | 1      |
| 14     | Libanon             | –    | -      | 1      | 1      |
| 14     | Mongolei            | –    | -      | 1      | 1      |
| Gesamt | Gesamt              | 16   | 16     | 32     | 64     |